# 존 투비
존 투비(John Tooby, 1952년생)는 심리학자 아내 레다 코스미데스와 함께 진화심리학 분야의 개척을 도운 미국의 인류학자다.
투비는 1989년 하버드 대학교에서 인류학 박사 학위를 받았고 현재 산타바바라 캘리포니아 대학에서 인류학 교수로 재직 중이다.

## 같이 보기
- 행동유전학
- 표준사회과학모델